# The Secret Man
The Secret Man  (englisch für „Der geheime Mann“, Originaltitel: Mark Felt: The Man Who Brought Down the White House) ist eine US-amerikanische Spionage-Thriller-Filmbiografie aus dem Jahr 2017. Sie basiert auf der Autobiografie des FBI-Agenten Mark Felt, der als anonyme Quelle den Journalisten Bob Woodward und Carl Bernstein während der Watergate-Affäre diente. Der reguläre US-Kinostart war am 29. September 2017.

## Handlung
Im Sommer 1972 rechnet der Vize-Chef des FBI, Mark Felt, nach dem Tod seines Vorgesetzten J. Edgar Hoover damit, dessen Nachfolger zu werden. US-Präsident Richard Nixon bestimmte jedoch Patrick Gray zum neuen Chef des FBI. Ein Mitarbeiter Felts, der die Ermittlungen in der Watergate-Affäre schnell ad acta legen will, löst in Felt Zweifel am System aus. Er beschließt daraufhin, Journalisten der Washington Post gezielte Hinweise zu geben, die in der Folge zum Rücktritt des US-Präsidenten führen.

## Hintergrund
Das Drehbuch zu The Secret Man verfasste der Regisseur und ehemalige New-York-Times-Journalist Peter Landesman selber.

## Kritik
Auf Rotten Tomatoes äußerten sich 35 % der Filmkritiker positiv (ausgewertet wurden 95 Kritiken), während 43 % der Zuschauer den Film positiv bewerteten.